# Richmond (condado de Shawano, Wisconsin)
Richmond es un pueblo ubicado en el condado de Shawano en el estado estadounidense de Wisconsin. En el Censo de 2010 tenía una población de 1.864 habitantes y una densidad poblacional de 20,94 personas por km².

## Geografía
Richmond se encuentra ubicado en las coordenadas 44°48′32″N 88°40′45″O / 44.80889, -88.67917. Según la Oficina del Censo de los Estados Unidos, Richmond tiene una superficie total de 89.03 km², de la cual 87.1 km² corresponden a tierra firme y (2.16%) 1.93 km² es agua.

## Demografía
Según el censo de 2010, había 1.864 personas residiendo en Richmond. La densidad de población era de 20,94 hab./km². De los 1.864 habitantes, Richmond estaba compuesto por el 93.51% blancos, el 0.27% eran afroamericanos, el 3.54% eran amerindios, el 0.64% eran asiáticos, el 0% eran isleños del Pacífico, el 0.21% eran de otras razas y el 1.82% pertenecían a dos o más razas. Del total de la población el 1.07% eran hispanos o latinos de cualquier raza.